# Georg Heinrich von Priem
Georg Heinrich Priem, seit 1857 von Priem (* 13. November 1794 in Vietz; † 13. Juli 1870 in Berlin) war ein preußischer Generalmajor und maßgeblich an der Einführung des Zündnadelgewehrs in der Preußischen Armee beteiligt.

## Leben

### Herkunft
Seine Eltern waren der Unterförster Friedrich Ewald Priem und dessen Ehefrau Anna Luise, geborene Großkreuz.

### Militärkarriere
Priem trat am 28. Dezember 1808 in die 4. Kompanie des Garde-Jäger-Bataillons der Preußischen Armee ein. Am 1. Juni 1813 wurde er als Sekondeleutnant in das 1. Neumärkische Landwehr-Infanterie-Regiment versetzt, mit dem Priem während der Befreiungskriege an den Belagerungen von Stettin, Wittenberg, Grokum und Soissons teilnahm. Für den Sturm auf Arnheim erhielt Priem das Eiserne Kreuz II. Klasse. Er kämpfte außerdem bei Großbeeren, Laon, Hoogstraaten und Compiegne. Bei Dennewitz und Antwerpen wurde er verwundet.
Nach dem Krieg stieg Priem Mitte Juni 1815 zum Premierleutnant auf und wurde am 27. Februar 1816 dem Rheinischen Schützen-Bataillon aggregiert. Am 12. Januar 1817 kam er dann in das 20. Infanterie-Regiment, wo er am 28. November 1820 Hauptmann und Kompaniechef wurde. Am 30. März 1834 wurde er zum Major befördert und kam als Kommandeur des III. Bataillons in das 8. Landwehr-Regiment. Ab Mitte November 1839 war Priem für ein Jahr zur Gewehrfabrik nach Spandau abkommandiert. Am 7. April 1842 wurde er dem Kriegsminister zur Verfügung gestellt und dem 8. Landwehr-Regiment aggregiert. Er wurde am 30. März 1844 zum Oberstleutnant und am 27. März 1847 zum Oberst befördert. Am 6. April 1852 erhielt er seinen Abschied mit dem Charakter als Generalmajor.
Für seine Miterfindung des Zündnadelgewehrs wurde er am 23. Juni 1857 in den erblichen preußischen Adelsstand erhoben. Nach dem Deutschen Krieg erhielt er am 17. September 1866 den Roten Adlerorden II. Klasse mit Eichenlaub in Anerkennung seiner Verdienste, die er sich um die überlegene Bewaffnung der preußischen Armee gemacht hat. Auch der Erfinder, der zum Geheimen Kommissionsrat ernannte Dreyse, wurde damit ausgezeichnet.
Er starb am 13. Juli 1870 in Berlin und wurde auf dem Garnisonfriedhof beigesetzt.

#### Zündnadelgewehr
Priem war ein bekannter Waffenexperte. Im Jahr 1830 lag sein Füsilier-Bataillon in Sömmerda in Quartier, dort fand er ein besonderes Jagdgewehr. Es handelte sich um ein Zündnadelgewehr (noch als Vorderlader), das Dreyse aus Sömmerda gebaut hatte. Priem erkannte sofort den militärischen Wert und fragte Dreyse, warum er das Gewehr nicht dem Militär angeboten hatte. Dieser erwiderte, er habe zweimal eine Ablehnung erhalten. Daher war sein Teilhaber Collenbusch nach Württemberg gereist, um mit einem Hauptmann Schwab über einen Verkauf zu verhandeln.
Priem erhielt einen der Prototypen, den er in Erfurt weiter verbesserte und dann seinem Divisionskommandeur dem General von Thile vorstellte. Dieser schickte ihn weiter zum General von Witzleben nach Berlin. Er war ebenfalls ein Waffenkenner und überredete den Kriegsminister von Hake zehn Gewehre zur Begutachtung zu ordern. Noch im Herbst wurde Schussversuche durchgeführt. Die Armee hatte eigentlich die Versuche mit dem Perkussionsgewehr gerade abgeschlossen und nur der Oberst von Neumann und der Hauptmann Herwarth von Bittenfeld waren von der neuen Erfindung überzeugt.
1832 forderte Witzleben weitere Gewehre an, mit diesen wurden bis 1834 weitere Versuche durchgeführt. Ende 1834 wurde dann ein Auftrag für 1100 Gewehre vergeben. Die Befürworter hatten inzwischen den Kommandeur des III. Armee-Korps – Prinz Wilhelm von Preußen – auf ihre Seite geholt. Das Gewehr wurde zunächst nur langsam eingeführt, bis im September 1840 waren 60.000 Gewehre geordert worden.
1842 kam ein neuer Typ von Gewehr auf, das Thouvenin'sche Gewehr wurde von Major Pallon vorgestellt. Daher wurde Major Priem dem Kriegsminister zugeordnet, um die Vergleiche zu begleiten. General von Peucker, der die Aufsicht über die Versuche hatte, beschloss danach das Zündnadelgewehr einzuführen. Priem erhielt nun die Aufgabe, die Waffe in der Truppe einzuführen, bis zu seiner Pensionierung im Jahr 1852 waren alle Einheiten umgerüstet.

### Familie
Priem heiratete am 1. September 1821 in Berlin Marie Henriette Auguste (1795–1843), eine Tochter des Kriegsrates August Wilhelm Priem. Nach dem Tod seiner ersten Frau heiratete er am 2. Juni 1845 in Königsberg Adelheid Friederike Karoline Ernstine von Tresckow (1808–1850), die Tochter des Generalleutnants Ernst Christian Albert von Tresckow. Das Paar hatte mehrere Kinder:
- Maria Wilhelmine Henriette Charlotte (1846–1860)
- Anna Julie Marianne Karoline (1847–1887) ⚭ 16. Januar 1867 Konrad von der Groeben
- Georg Albert (1850–1920; Zwilling) ⚭ 27. September 1879 Theresa Marie Friederike Karoline Freiin von Plettenberg (1855–1944)
- Adelheid Henriette (1850–1875; Zwilling) ⚭ 26. Oktober 1867 Hermann Freiherr Hofer von Lobenstein (1835–1896),[3] Kreisrichter, Sohn des Generalmajors Hermann Hofer von Lobenstein

Abschließend heiratete er am 25. Juli 1854 die jüngere Schwester seiner Frau Ernestine Sophie Ulrike von Tresckow (1812–1893).